# Impaktglas

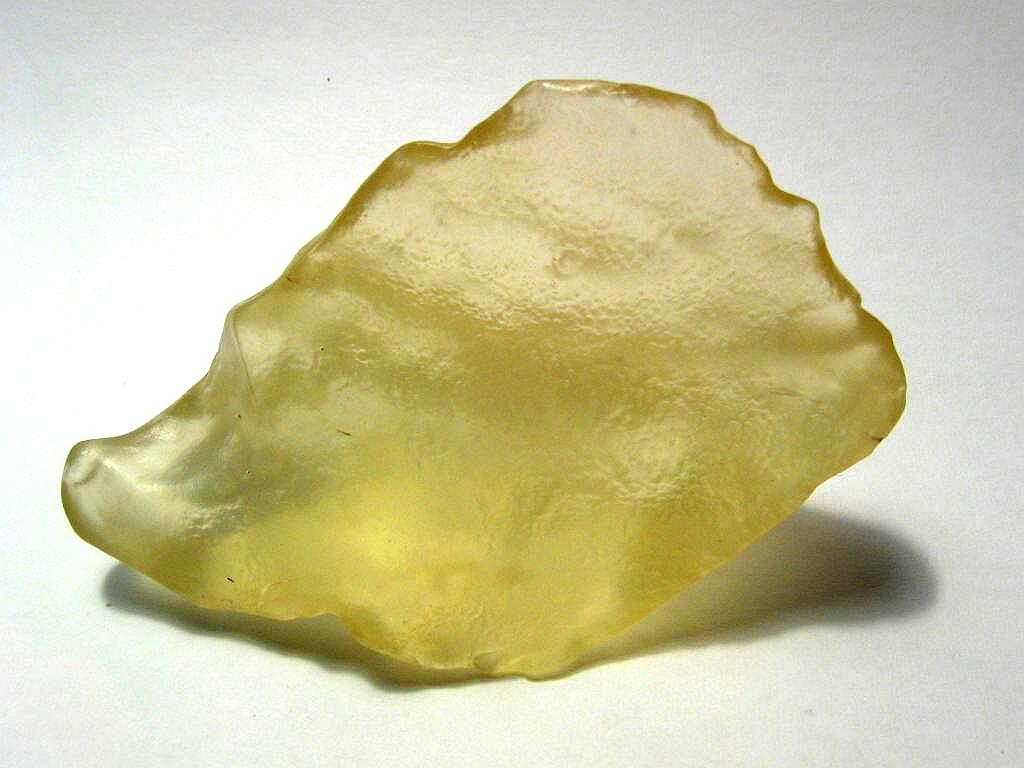
Libysches Wüstenglas

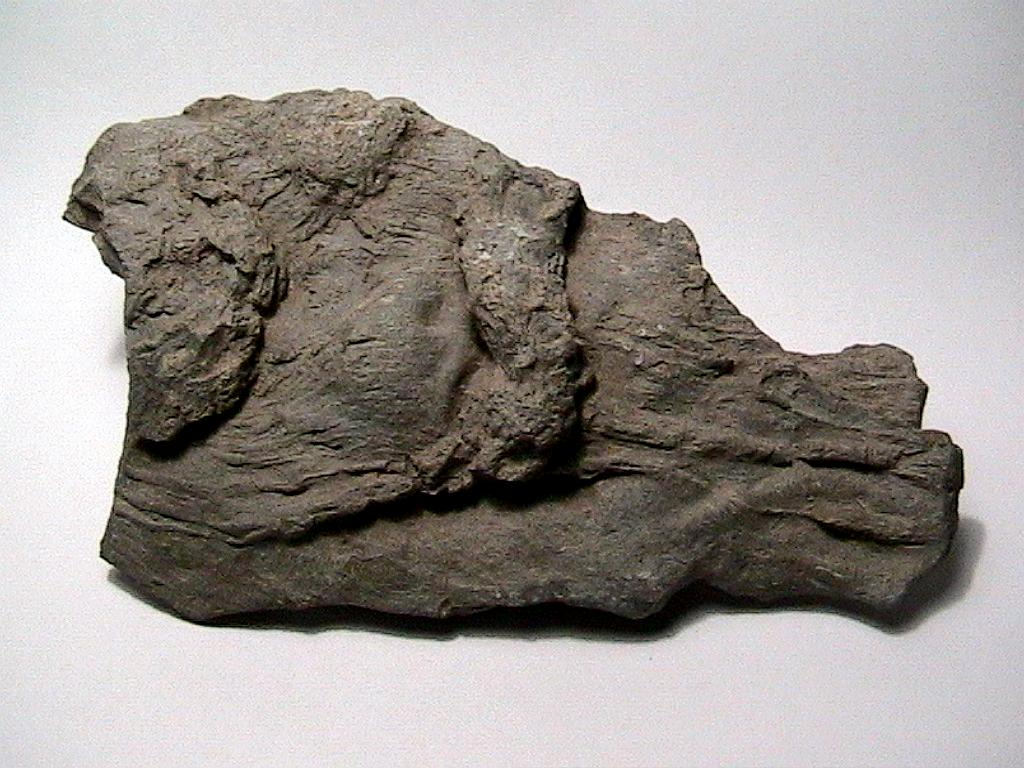
Flädle aus dem Suevit im Nördlinger Ries

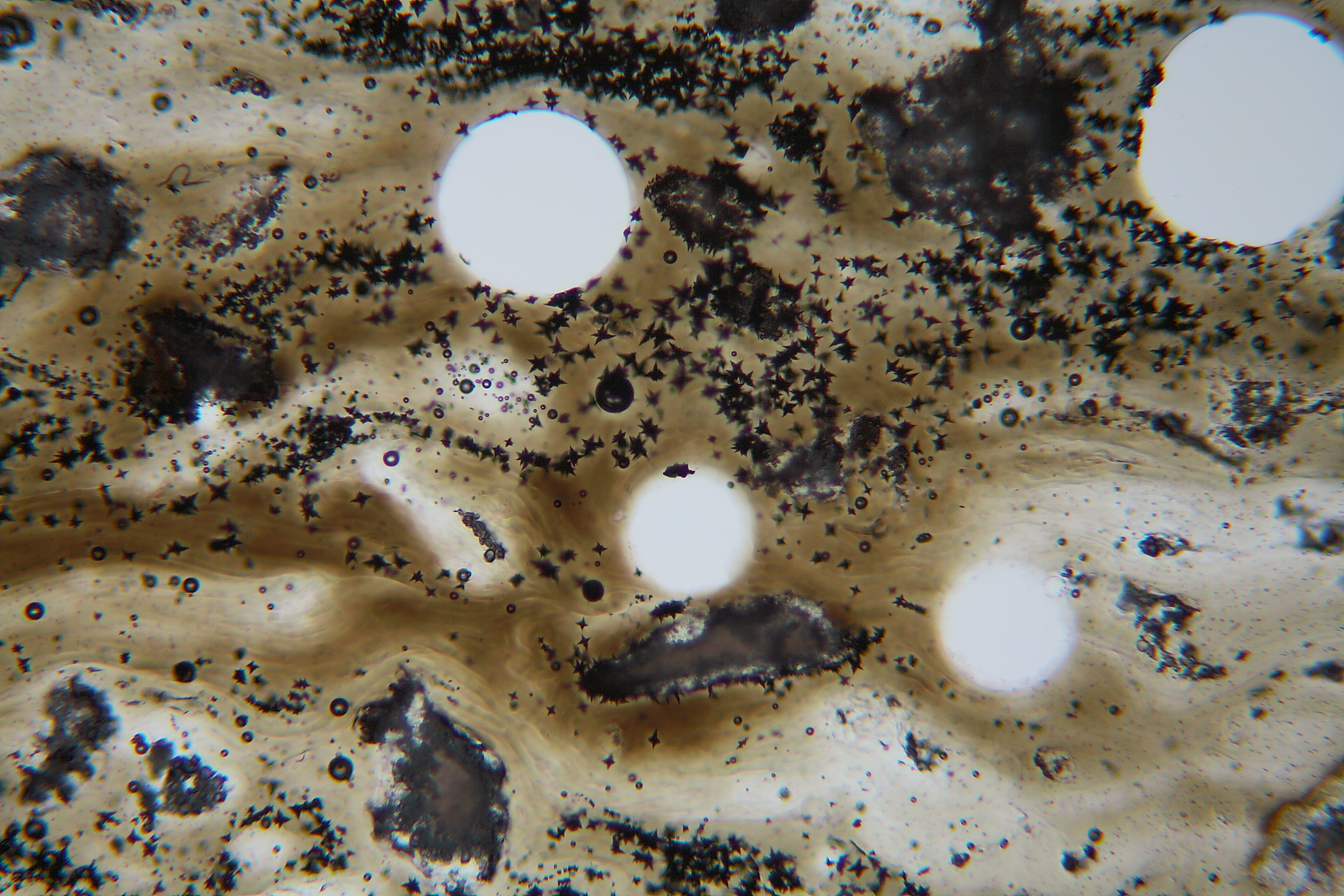
Impaktglas vom Schamanschyng-Krater in Kasachstan

Als Impaktglas bezeichnet man ein natürliches Glas, das beim Einschlag („Impakt“) eines großen Meteoriten gebildet wird. Durch den Einschlag wird Gestein am Ort des Einschlags aufgeschmolzen. Diese Schmelze erstarrt danach zu einem natürlichen Glas. Nach den Definitionen der Impaktgesteine der International Union of Geological Sciences ist ein Impaktglas ferner dadurch gekennzeichnet, dass es räumlich eng mit einem Einschlagskrater assoziiert ist (im Unterschied zu den weiter entfernt abgelagerten Tektiten).
Impaktgläser sind aus vielen irdischen Meteoritenkratern bekannt, wo sie unregelmäßig verteilt im jeweiligen Krater oder in dessen näherer Umgebung gefunden werden. In Impaktgläsern können häufig auch Spuren des Impaktors sowie Einschlüsse von Hochdruckmineralen wie Coesit nachgewiesen werden. Dadurch unterscheiden sie sich von den Tektiten: Diese Gläser, die ebenfalls beim Einschlag großer Meteoriten entstehen, werden bis zu einige hundert Kilometer vom Einschlagsort weggeschleudert, sind weitgehend frei von Einschlüssen und konnten nur bei einigen wenigen Kratern nachgewiesen werden.
Bekannte Vertreter der Impaktgläser sind das Darwin-Glas oder die als „Flädle“ bezeichneten Glasbomben, die im Suevit des Nördlinger Ries eingelagert sind. Das Libysche Wüstenglas wird ebenfalls oft als Impaktglas bezeichnet; doch ist diese Bezeichnung insofern problematisch, als im Fundgebiet kein Einschlagskrater bekannt ist und auch abweichende Bildungsmechanismen diskutiert werden.
Bei einem Meteoriteneinschlag können auch diaplektische Gläser gebildet werden. Im Gegensatz zu den Impaktgläsern entstehen diese aber nicht durch Aufschmelzen des Muttergesteins, sondern durch die Einwirkung der vom Einschlag ausgehenden Schockwelle.
Impaktgläser, diaplektische Gläser und Tektite zählen zu den Impaktiten.